# Planty (Rawicz)
Planty Jana Pawła II w Rawiczu – park okalający Stare Miasto w Rawiczu, w województwie wielkopolskim. Planty wpisane są do rejestru zabytków jako pomnik przyrody i przy długości 2716 m są drugim pod względem długości parkiem tego typu w Polsce po Plantach Krakowskich. Są wykorzystywane jako trasa rekreacyjna i biegowa.

## Historia
W czasie potopu szwedzkiego zniszczono pierwotną zabudowę miasta i w jej miejsce ówczesny wojewoda Jan Opaliński nakazał wybudować fortyfikacje, tym samym zamykając miasto prostokątnym pierścieniem wałów i fos o wymiarach 770 na 590 metrów, połączonym ze światem zewnętrznym czterema mostami i bramami. Po zmianie doktryny wojennej, w latach 30. XIX wieku zlikwidowano umocnienia, a dziesięć lat później obsadzono ten teren drzewami i krzewami wierzby. W ten sposób powstały planty o długości prawie 3 km. Na przełomie XIX i XX w. na południowo-wschodnim narożniku plant usypano wzgórze, które od nazwiska radnego Fiszera nazwano Fiszgórką.
Po 1945 roku plantami opiekował się miejski zakład ogrodniczy, a następnie Zieleń Miejska. W tym czasie odtworzono zniszczony podczas II wojny światowej pomnik Żołnierza Polskiego i powstały w roku 1925 pomnik Stanisława Kostki. Dla uczczenia 350 rocznicy powstania miasta ufundowano rzeźbę niedźwiedzia przy fontannie przy wałach Kościuszki. 8 października 2003 roku planty otrzymały imię Jana Pawła II, a następnie, jeszcze w tym samym miesiącu, 23 października, odsłonięto pomnik patrona. Według koncepcji na rok 2022 planuje się przebudować skrzyżowanie ul. Grunwaldzkiej i Wałów Poniatowskiego, przedłużając w ten sposób planty o 50 m.

## Roślinność
Według stanu na rok 2008 rawickie planty porastało 1,3 tys. drzew i 10 tys. krzewów. Najczęściej występuje lipa i kasztanowiec, z krzewów zaś ligustr pospolity, lilak pospolity, jaśminowiec i tawuła. Z rzadszych drzew na plantach rosną dwa platany, wiązowiec zachodni i wiąz górski.